# Стеценко Олександр Олексійович
Олександр Олексійович Стеценко (23 жовтня 1949, Пирятин) — український військовик та науковець. Генерал-полковник. Командувач військами Протиповітряної оборони України (1996–2000). Магістр державного військового управління. Кандидат військових наук. Доцент кафедри оперативного мистецтва. Професор Київського університету ім. Т. Шевченка. 

## Біографія
Народився 23 жовтня 1949 року у місті Пирятин на Полтавщині. У 1969 році закінчив Орджонікідзевське зенітне ракетне училище Протиповітряної оборони, Військову академію Протиповітряної оборони ім. Г. Жукова (1982), факультет підготовки фахівців оперативно-стратегічного рівня Академії Збройних Сил України (1997). Кандидат військових наук.
У 1969 році почав службу старшим техніком — офіцером наведення зенітної ракетної батареї, служив заступником командира зенітного ракетного дивізіону з озброєння, командиром зенітного ракетного дивізіону, заступником командира зенітного ракетного полку, заступником командира зенітної ракетної бригади. З квітня 1986 р. — командир зенітного ракетного полку в складі 21-ї дивізії Протиповітряної оборони. У листопаді 1987 році призначений заступником командира 19-ї дивізії Протиповітряної оборони. З червня 1989 р. — заступник командира, з жовтня 1991 р. — командир 50-го корпусу Протиповітряної оборони.
У квітні 1992 р. призначений на посаду командира 60-го корпусу Протиповітряної оборони. З квітня 1993 по 1994 р. обіймав посаду командира південного району Протиповітряної оборони України. У лютому 1994 р. — начальник штабу — перший заступник командувача Сил Протиповітряної оборони України, з травня 1996 р. — командувач Військ Протиповітряної оборони України, а з червня 1996 року — заступник Міністра оборони України — командувач Сил Протиповітряної оборони України. З липня 2000 по серпень 2003 р. — заступник Міністра оборони України з озброєння — начальник Озброєння Збройних Сил України. У 2003 р. звільнений з лав Збройних Сил України. З жовтня 2004 по квітень 2005 р. — перший заступник Міністра оборони України.
З березня 2007 року — Голова Всеукраїнської громадської організації «Товариство українських офіцерів».
З червня 2014 року обіймає посаду заступника директора державного концерну «Укроборонпром».

## Нагороди та відзнаки
- Орден «За службу Батьківщині в Збройних Силах СРСР» ІІІ ст.,
- Орден «За заслуги» ІІІ та ІІ ст.,
- Відзнака міністерства оборони України «Доблесть і честь»
- іншими орденами і медалями СРСР та України.
- Орден Святого Станіслава ІІІ ст.[2]